# Voïvodie de Poznań (1919-1939)
Ne doit pas être confondu avec Voïvodie de Poznań.
1919–1939
La voïvodie de Poznań est une entité administrative de la Deuxième République polonaise. Créée en 1919, elle cessa d'exister en 1939. Sa capitale était la ville de Poznań.

## Villes principales
- Poznań
- Bydgoszcz[1]
- Kalisz[2]
- Gniezno
- Inowrocław
- Jarocin
- Krotoszyn
- Leszno
- Międzychód
- Ostrów Wielkopolski
- Rawicz

## Démographie
D'après le recensement effectué en 1921
- Polonais 83,2 % ; 1 636 316
- Allemands 16,7 % ; 327 846[4]

## Religions
- catholiques 82,9 % ; 1 632 087
- évangéliques 16,3 % ; 321 564
- juifs 0,5 % ; 10 397